# Mulherio das Letras
O Mulherio das Letras é um coletivo literário feminista que reúne cerca de sete mil escritoras, editoras, ilustradoras, pesquisadoras e livreiras, entre outras mulheres ligadas à cadeia criativa e produtiva do livro, no Brasil e no exterior, a fim de dar visibilidade, questionar e ampliar a participação de mulheres no cenário literário.
A escritora Maria Valéria Rezende é uma das idealizadoras do coletivo que se articulou a partir de uma pagina no Facebook no ano de 2017. Nesse mesmo ano, ocorreu o primeiro encontro nacional do grupo, de 12 a 15 de outubro de 2017, reunindo mais de 500 mulheres na cidade de João Pessoa, quando foi homenageada a escritora maranhense Maria Firmina dos Reis. Nos dias 2 a 4 de novembro de 2018, ocorreu o segundo encontro nacional do grupo, na cidade de Guarujá, com homenagem à escritora Patrícia Galvão. O terceiro encontro nacional do coletivo ocorreu entre 1 a 3 de novembro de 2019, na cidade de Natal, e homenageou Nísia Floresta.
O movimento conta com grupos em nível Nacional, regional (Nordeste) e no exterior (Europa e Estados Unidos). Há grupos estabelecidos nas regiões da Bahia, Baixada Santista, Brasília, Ceará, Mato Grosso, Mato Grosso do Sul, Rio Grande do Norte, Paraíba, Paraná, Pernambuco, Rio de Janeiro e Rio Sul-fluminense, Rio Grande do Sul, Santa Catarina e São Paulo.

## Encontros

### Nacionais
- I Encontro nacional do Mulherio das Letras João Pessoa, Paraíba - 2017
- II Encontro Nacional do Mulherio das Letras Guarujá, São Paulo - 2018
- III Encontro Nacional do Mulherio das Letras Natal, Rio Grande do Norte - 2019
- IV Encontro Nacional do Mulherio das Letras - I Encontro Nacional Virtual do Mulherio das Letras -  Porto Alegre, Rio Grande do Sul - 2020
- V Encontro Nacional do Mulherio das Letras João Pessoa, [Paraíba]] - 2022
- VI Encontro Nacional do Mulherio das Letras Rio de Janeiro, Rio de Janeiro - 2023
- VII Encontro Nacional do Mulherio das Letras Belém, Pará - 2024
- VIII Encontro Nacional do Mulherio das Letras Florianópolis, Santa Catarina - 2025

### Internacionais
- 2017 – Paris, França
- 2018 – Perúgia, Itália
- 2019 – Lisboa, Portugal

## Publicações
1. Antologia de Poesias Mulherio das Letras . Curadoria: Vanessa Ratton. Edição Costela Felinas, 2017.
2. Mulherio das Letras - Contos e crônicas ( 4 volumes). Curadoria : Henriette Effenberger. Edição Mariposa Cartonera, 2017.
3. Outras Carolinas - Mulherio Bahia (poesia). Curadoria: Anajara Tavares, Ana Fátima dos Santos e Lia Sena. Editora Penalux, 2017.
4. 2a. Coletânea Poética Mulherio das Letras. Curadoria:  Vanessa Ratton.  ABR Editora, 2018
5. Coletânea bilingue Mulherio pela Paz - Contos e Poesias (Inglês-português). Parceria com a Associação Mulheres pela Paz - Frauen für Frieden. Curadoria: Alexandra Magalhães Zeiner e Vanessa Ratton. ABR Editora, 2018.
6. Coletânea Outono literário, Mulherio das Letras na Europa. Curadoria: Sonia Palma , Editora Fafalag,  2018.
7. Haicais e poemas curtos.  Curadoria: Karine Bassi. Editora Venas abiertas, 2018.
8. 2° Coletânea de Prosa Mulherio das Letras. Curadoria: Cleonice Alves Lopes -Flois, Editora Indicto, 2018.
9. Um girassol nos teus cabelos - poemas para Marielle Franco. Curadoria : Carol Magalhães, Cidinha Da Silva, Eliana Mara, Ludmila Fonseca, Marilia Kubota. Quintal Edições, 2018.
10. Coleção de bolso Mulherio das letras (20 títulos). Curadoria: Karine Bassi. Editora venas abiertas, 2019
11. A mulher e o livro: uma relação em prosa e verso. Curadoria:  Esther Alcântara, Carpe Librum, 2019.
12. Coletânea de Poesia e Prosa Mulherio das Letras, Amor, Resistência e Luta. Curadoria : Vanessa Ratton, ABR Editora, 2019.
13. Espantologia poética: Marielle em nossas vozes (poesia). Curadoria: Célia Reis, Maria Nilda de Carvalho Mota e Palmira Heine. Editora Me parió revolucion, 2019.
14. Meus Primeiros Versos - Coletânea de poesia para crianças. Para ler e colorir.Curadoria: Vanessa Ratton. ABR Editora,2019.
15. Mulherio das Letras Portugal Poesia. Curadoria: Adriana Mayrinck. Edição In-finita, 2019.
16. Mulherio das Letras Portuga Prosa e Conto.  Curadoria : Adriana Mayrink. Edição In-finita 2019.
17. O Livro das Marias. Curadoria: Jeovania Pinheiro. Editora Ixtlan,  2019.
18. Sou Mulher, logo Existo! - Amor, Liberdade, Luta e Resistência  - 3a. Coletânea de poesias e prosas. Curadoria : Vanessa Ratton. ABR Editora, 2019.
19. Elas, as mãos, o infinito. Curadoria: Leida Reis. Páginas Editora, 2020.
20. Mulheres e Literatura: da poesia ao poder, edição comemorativa de 15 anos do Flipoços, Curadoria: Vanessa Ratton, ABR Editora, 2020.

## Coleção Mulherio das Letras
A Coleção Mulherio das Letras, publicada pela Editora Popular Venas Abiertas, traz um projeto de livros de bolso.
Na sinopse da I Coleção "junta um mulherio esparramado por vários estados brasileiros e até do exterior. Em pequenas cidades ou em grandes centros, somos professoras, advogadas, doutoras, em diversos ramos do conhecimento ou na prática do viver e escrevemos, com o mesmo espírito fraterno. Somos ativas, somos poetas, somos prosadoras, somos artífices da palavra. Muitas têm aqui o seu primeiro livro; outras, seus escritos alojados em antologias coletivas, artigos e blogs. Algumas já são veteranas no mundo das publicações. Essa diversidade de saberes e experiências se aglutina em uma literatura nova, pulsante, que escancara as janelas para um espaço que é, sim, de todas as mulheres e deste Mulherio das Letras."
- I Coleção Mulherio das Letras, 2019:
  1. Adrianne Morelato, Fios de Plenitude
  2. Beth Fernandes, De Ponta Cabeça
  3. Cassiana Lima, Desastrada e outros contos breves
  4. Cláudia Gomes, Condado Poético
  5. Cris Lira, Ponte para o poente
  6. Cris Lira, No país da infância
  7. Diana Pilatti, Palavras avulsas
  8. Fátima Soares, Carta para mim, para você e para outros
  9. Fátima Soares, Carta para mí, para ti y para otros, tradução de Sofia Leal
  10. Fatinha Rosa, Contos de amor e morte
  11. Jéssica Rodrigues, A vez e a voz da palavra
  12. Jeovânia Porventura, Quem abriu a boca da pedra?
  13. Lindevania Martins, Fora dos trilhos
  14. Luciana Bento, Eu-lua
  15. Lyanna Alise, Diária de uma quimera
  16. Maria Teresa, Tons e faces em poesia
  17. Monica Hortegas, Instruções para o poeta Zen
  18. Rita Lages, Rescaldo
  19. Rossana Jansen, Self-se se puder
  20. Teca Mascarenhas, Peso-pena
  21. Adrianne Morelato, Fios de Plenitude
- II Coleção Mulherio das Letras, 2020:[10]
  1. Ana dos Santos, Pequenos Grandes Lábios Negros
  2. Cassiana Lima, Matrioska de Chita: haicais e outros poemas
  3. Cláudia Gomes, A Mulher e a Rosa: e outros poemas de amor
  4. Cris Lira, O mundo é esse lugar
  5. Diana Pilatti, Palavras Póstumas
  6. Dirce Carneiro, Retrato em verso e vista
  7. Eva Vilma, Incandescente
  8. Karine Bassi, Reboco
  9. Lina Mares, Antes de Viena
  10. Maria Lucia Seidl, Mare Nostrum: navegando no luto e no amor
  11. Nádima Nascimento, Camafeu: poemas
  12. Socorro Borges, Janelas do Devir
  13. Tânia Andrade, Fractais
  14. Tânia Sasse, Contos e Encantos
  15. Tânia Souza, Entre a renda dos ossos e outros sonhos desabitados

III Coleção Mulherio das Letras, 2021:
1. Adriana Pardo Malta, Rumos Poéticos
2. Adrianna Alberti, As Cores na Ponta da Língua
3. Ana Lia Almeida, Travessia
4. Ana Luzia Oliveira, Legado - O Sagrado que Há em Mim
5. Ana Carol Cruz, Poesia na veia
6. Andréa Santos, Tessituras de Silêncios
7. Chris Herrmann, A poesia que me Haicai
8. Cris Lira, Fragmentos do Interior
9. Dalva Maria Soares, Do menino
10. Diana Pilatti, Haicais e outros poemínimos
11. Dirce Carneiro, RESSIGNIFICÂNCIAS - de gavetas e janelas abertas
12. Elis Schwanka, Vida em versos
13. Elisa Rates, Aportada
14. Elisabete Nascimento, Oriverso à Tereza de Benguela
15. Érica Azevedo, Lição da Flor
16. Eva Dantas, Embriaguez: entre amores e vinhos
17. Fernanda Caleffi Barbetta, Iceberg
18. Giselle Fiorini Bohn, Jogo de (Im)Paciência - contos para quem tem pressa
19. Ilza Carla Reis - No meio do caminho, POESIA
20. Isa Corgosinho, Memórias da Pele
21. Izabella Camati, petrichor e abebera-me
22. Jeovânia P., Olhar
23. Joseane Francisco, Vozes em mim
24. Keila Tavares, Cabelos brancos - crônicas de uma liberdade vigiada
25. Lílian Maial, EQUILÁTERO: poetrix
26. Luciane Monteiro, O veneno negro
27. Luciane Avanzini, Tecituras
28. Micheline Large, Mulher sem costela de Adão
29. Nádima Nascimento, Para Nossos Senhores, poemas
30. Palmira Heine, Nasça mulher
31. Paula Valéria Andrade, Seios da Face
32. Rita Queiroz, Mínima poesia
33. Tânia Souza, Microficções e outras fantasmagorias poéticas

IV Coleção Mulherio das Letras, 2023:
1. Cátia Castilho Simon, Não há oasis no deserto
2. Cristiane de Mesquita Alves, Quatro paredes e eu
3. Dalva Maria Soares, Me ajuda a olhar!
4. Deborah Almeida, A Colmeia
5. Diana Pilatti, Pequenas sinestesias - poetrix escolhidos
6. Edra Moraes, Serei Breve
7. Fátima Soares, Balas para quatro meninas
8. Katia Leal de Sena, Um sarau, um slam, um sambar: meu corpo resiste
9. Lílian Maial, Realismo Fantástico - minicontos
10. Luciane Madrid Cesar, O velório e outras histórias
11. Marineuma de Oliveira, Da flor do olhar: poemas e outros escritos
12. Rita Queiroz, Superficiais
13. Taís Moreira, Minicontos do que as minas contam
14. Tânia Souza, Fabulário de Estrelas

V Coleção Mulherio das Letras, 2024:
1. Adrianna Alberti, O Silêncio na Ponta dos Dedos
2. Annecy Venâncio, Borboletei - poemas
3. Claudia M. Girão B., As mulheres precisam mostrar que são muitas
4. Dilma Barrozo, De águas, pontes e vidas
5. Dirce Mello, Antes que a utopia acabe
6. Eva Vilma, INcômoda
7. Fátima Soares, Espelhos partidos
8. Francisca Vânia Rocha Nóbrega, Por entre flores, espinhos e aromas
9. Isabel Fiorese, Versos do coração
10. Jeovânia P., Pretas Palavrass Poéticas
11. Lílian Maial, A borboleta no fundo dos olhos
12. Márcia Longo Dutra, Das histórias ouvidas por aí...
13. Patrícia Silva, Assoprando poesias
14. Rozzi Brasil, Carne viva
15. Tânia Souza, Sudário